# 嶋本えみ
嶋本 えみ（しまもと えみ、1980年2月6日 - ）は熊本県を拠点に九州を中心に活動するローカルタレント。
愛称及び一部番組でのクレジットは「えみりィー」。本名は嶋本 絵美（読み同じ）。
熊本県葦北郡芦北町出身、血液型A型。

## 来歴・人物
現在も在住する熊本を拠点に、福岡県をはじめとして隣県各地でも活動している（テレビの初レギュラーは福岡であった）。テレビ出演の他、ラジオ番組のパーソナリティや、地元の雑誌・CMでのモデル業もこなす。
2006年1月に長男を出産（この間3月ほど休業）、現在は3児の母である。
2010年5月13日、出身地の芦北町から、「あしきた親善大使」に任命された。

### 多発性骨髄腫
2019年12月16日に公式ブログに投稿した2つの記事において、同年5月に血液のがんの一種である多発性骨髄腫と診断されたことを公表。2020年1月には、自家末梢血幹細胞移植を受ける。度々闘病に関してもブログに投稿しており、2020年9月26日放送の熊本県民テレビ「Dr.テレビたん」においても闘病中の様子が取り上げられた。

## 現在の出演番組
- ふくおか探検隊が行く!（TVQ、月曜19:54〜20:00）
- めんたいワイド（福岡放送、不定期出演）
- Saturday ココSmile サタデココ（熊本県民テレビ、土曜9:30〜10:25、番組リポーターとして不定期出演[9]）
- 週刊山崎くん（RKKテレビ、水曜20:00〜20:54、番組リポーターとして不定期出演）
- てれビタ（熊本県民テレビ）

## 過去の出演番組
- ぷるんぷるん（テレビ西日本、初のレギュラー番組）
- 若っ人ランド（テレビ熊本、番組は現在も放送）
- 栗田善太郎のくりくりサタデーナイト（KBCラジオ）
- スマイルスマイル（エフエム熊本、2006年9月で終了）
- お昼もGAMADAS（エフエム熊本、火曜　2007年3月まで）
- FMK RADIO BUSTERS （エフエム熊本　2007年4月〜9月[月、火]、2007年10月〜2008年3月[水、木]担当）
- 萬屋傳兵衛（エフエム熊本、月曜　2009年4月〜2010年3月、降板した初代おちょこ役の渡辺ひとみの後釜として2代目おちょこ役として出演）
- ばりすご!ボイガー7（TVQ九州放送）
- テレビタミン（熊本県民テレビ、番組リポーターとして不定期出演）
- Happy Sunday ココSmile（熊本県民テレビ、番組リポーターとして不定期出演）
- とんでるワイド 大田黒浩一のきょうも元気!（RKKラジオ、2009年9月で降板した山田法子アナに代わり、同年10月より月曜・火曜の番組パーソナリティを務めた）
- ばりすごMAX（TVQ九州放送、金曜18:30〜19:00、不定期出演）
- 知っ得!見聞録（熊本朝日放送、月〜金10:49〜10:52、番組リポーターとして不定期出演）
- 行け!くまモン調査隊（熊本朝日放送、木曜19:54〜20:00、番組リポーターとして不定期出演）